# Coffea sakarahae
Coffea sakarahae är en måreväxtart som beskrevs av J.-f.Leroy. Coffea sakarahae ingår i släktet Coffea och familjen måreväxter. Inga underarter finns listade i Catalogue of Life.